# فرد کرکام (داور و مربی فوتبال)

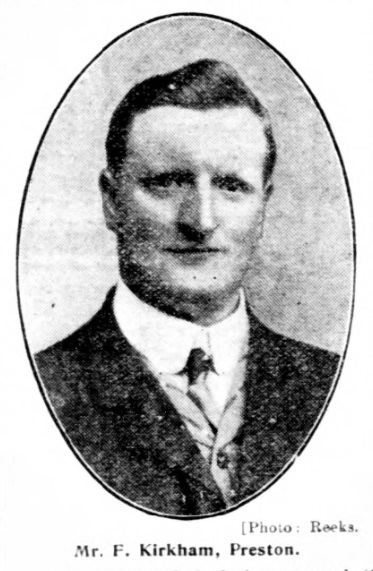

فردریک توماس کرکام (به انگلیسی: Frederick Thomas Kirkham) (درگذشته ۱۹۴۹) داور فوتبال بین‌المللی انگلیسی بود که مدت کوتاهی در فاصله سال‌های ۱۹۰۷ تا ۱۹۰۸، مربیگری تاتنهام هاتسپر را بر عهده داشت.

## دوران داوری
کرکام یک داور محلی شناخته شده بود که همچنین به عنوان مبلغ تجاری مشغول به کار بود. او قضاوت فینال جام حذفی فوتبال انگلستان را در سال ۱۹۰۶ بر عهده داشت. در فاصله سال‌های ۱۹۰۳ تا ۱۹۰۷، او ۱۱ بازی ملی سطح «آ» را داوری کرد که بازی دو تیم ولز و اسکاتلند در ۹ مارس ۱۹۰۳ شاملش می‌شد و یکی از سه داور برتر جهان به حساب می‌آمد. از دیگر بازی‌های اسکاتلند با قضاوت کرکام، دیدار این تیم مقابل ایرلند در ۲۶ مارس ۱۹۰۴ و برابر ولز در ۶ مارس ۱۹۰۵ بود.
همچنین، در ۹ مارس ۱۹۱۳، کرکام یک بازی را میان دو تیم بلژیک و هلند قضاوت کرد.
علیرغم ادعاهای خلاف این، فرد کرکام فینال ۱۹۰۲ از جام حذفی را قضاوت نکرد، بلکه تام کرکام از بورسلم این مسئولیت را بر عهده داشت.

## دوران مربیگری
تنها یک هفته پس از اتمام دوران داوری، آن هم پس از قضاوت یک بازی از لیگ جنوبی میان دو تیم تاتنهام و واتفورد، کرکام در ۲۲ آوریل ۱۹۰۷ در یک انتصاب غافلگیرکننده، سرمربی تاتنهام شد. در تاریخ باشگاه آورده شده که: «عملکرد او به عنوان یک مربی موفق نبود، در میان بازیکنان و همچنین هواداران محبوبیتی نیافت و تعجبی نداشت که پس از پایان قراردادش، در سال ۱۹۰۸ استعفا داد (۲۷ ژوئیه)». کارنامه او در جایگاه مربی اینگونه است: ۵۲ بازی، ۲۵ پیروزی، ۸ تساوی و ۱۹ شکست.